# 을불혼
을불혼(乙弗渾, Yifu Hun, ? ~ 466년 3월 4일)은 중국 남북조 시대 북위의 고위 관료로, 북위 헌문제의 재위 초에 잠시나마 사실상의 섭정으로 군림했던 인물이다. 역사상의 기록에서는 을혼(乙渾)이라는 이름으로 가장 널리 알려져 있다. (이것은 496년에 선비풍의 성명이 한족풍의 성명으로 바뀌면서 을불씨가 을씨로 성을 바꾸게 된 데 따른 것이다.)

## 생애

### 출신 배경
을불혼은 한때 권력의 정점이라는 중요한 지위에 이르렀던 인물이었음에도 불구하고, 그의 사적에 관해서는 알려진 바가 없다. 북위의 정사인 《위서(魏書)》와 《북사(北史)》에서조차 그의 전기가 수록되어 있지 않은데, 이는 심지어는 악질적인 인물들조차도 전기에 모두 포함한 고도의 종합성으로 정평이 나 있는 두 정사에서는 상당히 이례적이다.

### 북위의섭정
465년 5월 11일, 문성제가 사망하고 그의 어린 아들인 태자 탁발홍이 황제의 자리에 오르니 그가 바로 헌문제이다. 당시 시중(侍中)・거기대장군(車騎大將軍)이었던 을불혼은 헌문제가 즉위한 후 권력을 잡았다. 재빨리 권력을 탈취한 그는 조서를 위조하여 상서(尙書) 양보평(楊保平)・평양공(平陽公) 가애인(賈愛仁)・남양공(南陽公) 장천도(張天度) 등 많은 관료들을 죽였다. 또한, 그는 문성제의 깊은 신임을 받았던 고위 관료로, 당시 시중 겸 사도(司徒)로 있던 평원왕(平原王) 육려(陸麗)를 도성 평성(平城, 현 산시성 다퉁시)으로 소환하였다. 그는 육려와 자주 충돌했고, 급기야 5월 16일에 을불혼은 육려 및 그에게 도성으로 돌아가지 말 것을 권고했던 사위감(司衛監) 구목릉다후(丘穆陵多侯)를 살해하기에 이르렀다.
그 해 5월 17일, 을불혼은 태위(太尉)・녹상서사(錄尙書事)에 임명되었다. 이때, 전중상서(殿中尙書)인 순양공(順陽公) 탁발욱(拓跋郁)이 을불혼을 죽일 것을 도모하다가 도리어 을불혼에게 살해되었다. 군대의 지휘권을 장악한 을불혼은 섭정의 지위는 아니었지만, 사실상의 섭정이 되었다. 7월 2일에는 승상의 자리에 올라 태원왕(太原王)에 봉해졌다. 그의 지위는 여러 왕들보다 상급의 지위에 있게 되었으며, 국가의 크고 작은 일들은 모두 그에게서 결정되었다.
466년, 을불혼은 조정의 전권을 독점하면서 사람 죽이는 일이 많아졌다. 그는 또 다른 테러를 일으키려 하고 있었다. 그는 당시 이조(吏曹, 인사 담당)의 업무를 맡고 있던 안원장군(安遠將軍) 가수(賈秀)에게 자신의 처를 공주로 책봉해 달라고 여러 차례 부탁하였으나, 가수는 이를 거부하였다. 이에 격분한 을불혼은 가수가 인색하다고 비난하였고, 급기야 가수를 죽이려고 했다. 그러나, 그때 시중 탁발비(拓跋丕, 탁발예괴의 현손)가 을불혼이 반란을 도모하고 있다고 문성제의 황후였던 풍태후에게 알렸다. 마침내 풍태후는 쿠데타를 일으켰고, 그 해 2월 2일에 을불혼은 체포되어 처형되었다.

## 참고 자료
- 《자치통감》권130・131.